# Meeresstille und glückliche Fahrt
Meeresstille und glückliche Fahrt, konsertouvertyr op. 27 av Felix Mendelssohn. Framförd första gången 1828 i Berlin. Två dikter av Goethe har inspirerat kompositören:
Meerestille
Tiefe Stille herrscht in Wasser
Ohne Regung ruht das Meer.
Und bekümmert sieht der Schiffer
Glatte Flächte rings umher.
Keine Luft von keiner Seite!
Todesstille fürchterlich!
In der ungeheuren Weite
Reget keine Welle sich.
Glückliche Fahrt
Die Nebel zerreissen
Der Himmel ist helle
Und Aeolus löset
das ängstliche Band.
Es säuseln die Winde
Es rührt sich der Schiffer
Geschwinde! Geschwinde!
Es teilt sich der Welle
Es naht sich die Ferne;
Schon seh' ich das Land!
Mendelssohn var bara 19 år då han komponerade ouvertyren, och han hade då ännu inte sett havet. Ändå har han givit en livfull bild av den tryckande, stillastående stämningen så länge seglaren ligger i stiltje och väntar.
Senare har Edward Elgar utnyttjat delar av verket i sina Enigmavariationer.